# Мазуччо Салернитанец
Мазуччо Салернитанец (итал. Masuccio Salernitano; литературный псевдоним; настоящее имя — Томмазо Гуардати, итал. Tommaso Guardati); 1410/20, Салерно — около 1475, Салерно) — итальянский писатель. Его главное произведение — сборник «Новеллино».

## Биография
Был секретарём (с конца 1450-х гг.) салернского князя Роберто дель Сансеверино. Его сборник «Новеллино» («Novellino») — значительнейшее итальянское собрание новелл XV века (в 5 книгах 50 новелл). Оно вышло в Неаполе в 1476 году и не раз переиздавалось — это один из самых значительных памятников прозы Возрождения. Образцом для него служил «Декамерон» Дж. Боккаччо, которому, однако, Мазуччо Салернитанец уступает в искусстве изображения характеров. Книга посвящена Ипполите Марии Арагонской, герцогине Калабрийской, бывшей покровительницей писателя.
33-я новелла посвящена истории любви Мариотто и Ганоцца, которую позже использовал Луиджи да Порто в произведении «Новонайденная история двух благородных влюблённых» (1530). Эти произведения наряду с более поздней версией Маттео Банделло и переводом на английский Артура Брука стали источником для трагедии Шекспира «Ромео и Джульетта».
Джованни Понтано посвятил своему другу и собрату Мазуччо следующую эпитафию:

Он повестушки слагал для забавы и прелестью красил,

Шуток искусной игрой речь расцвечивая свою.

Духом высокий, высокий и родом, в степени равной

Он и учёным был друг, и сановитым мужам.

Имя Мазуций ему, Салерн знаменитый — отчизна

Здесь подарен земле, здесь и похищен он был.

## Сочинения
- It novellino. A cura di G. Petrocchi, Firenze, (1957): в русском переводе — Новеллино, перевод С. С. Мокульского, вступительная статья А. К. Дживелегова. — М., Л., 1931.